# Jacques Begoügne de Juniac
Jacques Begoügne, baron de Juniac, né le 6 ou le 26 novembre 1762 à Limoges et mort le 5 avril 1841 à Versailles, est un général de brigade français, colonel du 1er régiment de hussards sous le Premier Empire.
Entré dans la gendarmerie de la Garde royale alors qu'il n'était encore qu'un adolescent, il passa en 1784 dans l'infanterie dans laquelle il effectua les dix premières années de sa carrière. Il se signala par des actions audacieuses à l'armée des Alpes, notamment lors de la défense du pont de Villaroger en 1793, et à l'armée d'Italie lors de la prise des redoutes piémontaises du mont Valaisan. À la suite de cette affaire, il sollicita son passage dans la cavalerie et devint rapidement capitaine de hussards, puis chef d'escadron du 1er régiment de l'arme. Il se distingua encore à Lovadina, Milan, Plaisance et Marengo. Sa carrière prit un tournant lors des guerres napoléoniennes : nommé colonel du 1er hussards en octobre 1806, il mena les charges de son régiment à la bataille de Golymin, à Eylau — où il fut blessé — et en Espagne. En 1810, après trente-et-un ans de service, il demanda sa mise à la retraite.
Juniac se retira alors à Château-Thierry dans la maison des Chesneaux, accompagné de sa femme et de ses enfants. Il y passa une retraite agréable, rythmée par les réceptions, les bals et les fêtes qui contribuèrent à le rendre populaire auprès de la bonne société de la ville. Des problèmes financiers le contraignirent cependant à quitter les Chesneaux en 1829 pour s'installer à Versailles. Il y mourut le 5 avril 1841, à l'âge de 78 ans. Ses nombreux coups d'éclat lors des guerres de la Révolution et de l'Empire amènent certains historiens à le considérer « comme le type du parfait officier de hussards ».

## Biographie
Jacques Begoügne de Juniac naquit le 6 ou le 26 novembre 1762 à Limoges. Il était le fils de Paul Begougne de Juniac et de Thérèse Michel, qui le déclarèrent le jour même de sa naissance à la paroisse locale. Le 12 mai 1779, alors qu'il était âgé de 16 ans, il s'engagea dans la gendarmerie de la Garde du roi et y servit jusqu'à la disparition du corps en 1783. Il rentra dans sa famille le 5 octobre mais s'enrôla comme simple grenadier dans le régiment de Boulonnais dès le 2 juillet de l'année suivante. Il passa caporal le 12 avril 1785, puis sergent le 12 mai, mais à la suite d'un écart de conduite — « galante escapade ou vivacité de caractère » écrit Henriet —, il fut ramené au rang de simple soldat.

### Sous la Révolution française

#### Premiers faits d'armes

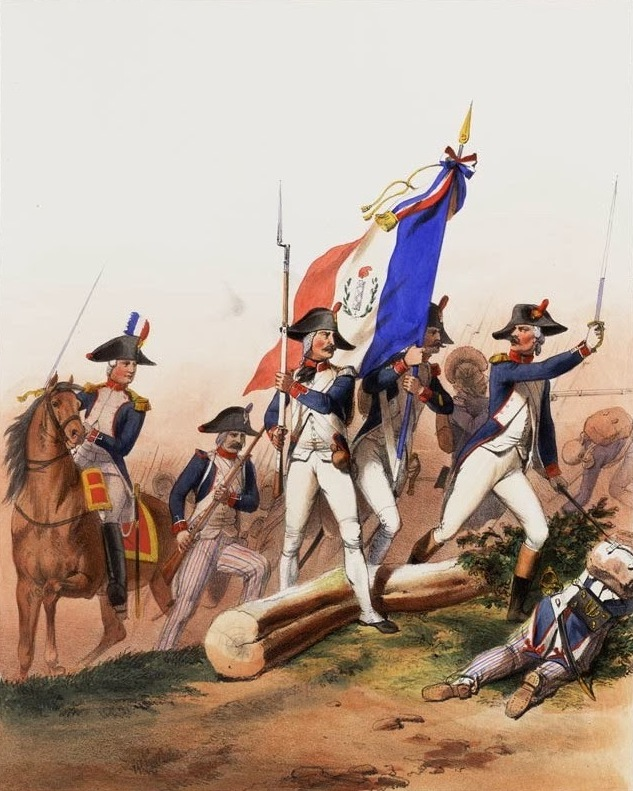
Infanterie de ligne française en 1793, vu par Alfred de Marbot.

Promu au grade de sous-lieutenant le 22 mai 1792, il fut affecté à l'armée des Alpes et y fit les campagnes de 1792 à 1793. Le 3 juin 1793, à Bourg-Saint-Maurice, il reçut l'ordre de partir avec 50 hommes renforcer deux compagnies de chasseurs en poste à Villaroger. Il y fut placé de grand'garde par leur commandant à une lieue de là pour défendre l'accès d'un pont de communication entre Villaroger et Sainte-Foy. Attaqué à la pointe du jour par trois compagnies de grenadiers ennemis, il soutint leur feu pendant cinquante heures et resta maître du pont. Cependant, son adversaire « ayant obtenu quelques avantages sur un autre point » parvint à tourner sa position. Juniac, enveloppé, se vit attaqué de toutes parts. Après une vigoureuse résistance — lui-même mit hors de combat onze grenadiers ennemis —, il tomba grièvement blessé et sa troupe fut anéantie. Le corps traversé d'une balle et la tête hachée de coups de sabre, il fut relevé au milieu de ses hommes par les Piémontais. Leur général, admiratif, fit soigner les blessures de Juniac et l'échangea quatre mois après.
Au mois de mai 1794, étant à l'armée d'Italie, il reçut ordre d'aller, avec sa compagnie, attaquer les avant-postes du mont Valaisan, près du Petit-Saint-Bernard. Après deux jours et deux nuits de marche, il se présenta face à une redoute occupée par les Piémontais, qui, par leur position, rendaient difficile l'accès au Petit-Saint-Bernard. Juniac passa à l'attaque, tua le capitaine commandant l'artillerie et, au terme d'un bref combat, s'empara du fortin. 200 prisonniers et 8 pièces d'artillerie tombèrent aux mains des Français,. Les représentants aux armées Dumas et Albitte félicitèrent Juniac et lui proposèrent le grade de chef de bataillon ; Juniac refusa et demanda simplement à passer dans la cavalerie, son arme d'origine « qui convenait parfaitement à ses goûts et à ses aptitudes ».

#### Dans les hussards

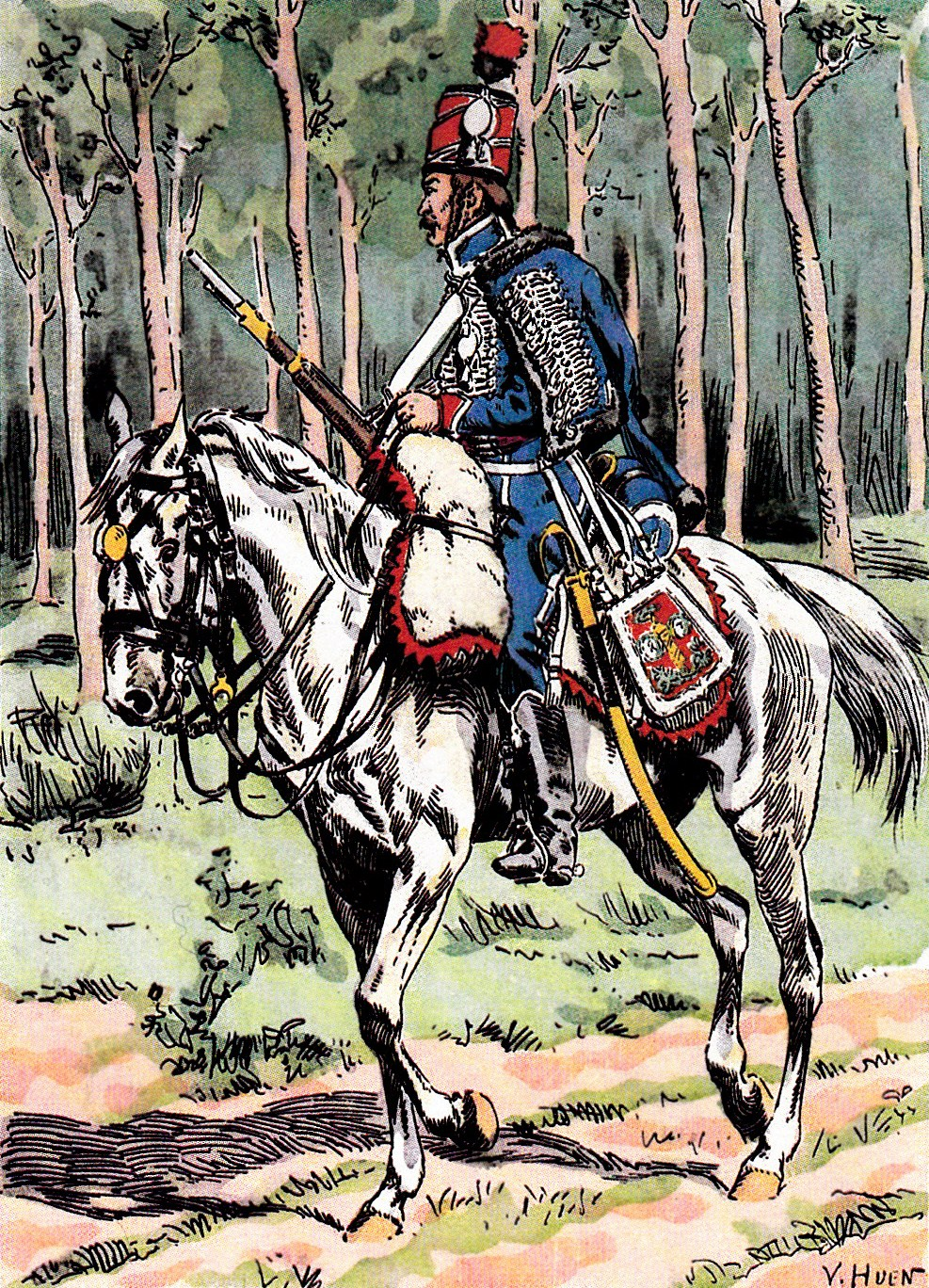
Hussard du 1er régiment en reconnaissance, par Victor Huen.

Lieutenant dans les hussards des Alpes (13e régiment) en octobre 1794 et capitaine le 31 janvier 1795, il fit toutes les campagnes d'Italie de 1795 à 1799 et fut cité à plusieurs reprises à l'ordre de l'armée. Au début du mois de juillet 1795, à la tête d'une centaine de hussards, il attaqua l'infanterie ennemie dans la vallée de la Stura et la mit en déroute. Le commandant ennemi fut tué et 500 prisonniers furent récupérés par les Français. Lors du passage du Pô, le 7 mai 1796, Juniac fut blessé d'un coup de feu à la cuisse. Ses supérieurs le signalèrent au général Bonaparte comme un « guerrier intrépide et expérimenté » et demandèrent pour lui une promotion, ce qui lui fut accordé. Juniac fut fait chef d'escadron au 1er régiment de hussards, dans lequel il servit encore de longues années,.
Le 24 février 1797, au cours d'une reconnaissance sur la Piave en avant du village de Lovadina, il reçut l'ordre de charger la cavalerie ennemie avec 30 hussards. Bien que très supérieure en nombre et soutenue par une pièce de canon tirant à mitraille, cette cavalerie fut culbutée et poursuivie jusqu'à la Piave, où elle se jeta en désordre. Juniac en profita pour franchir le pont sous un feu croisé, mais les Autrichiens, s'apercevant du petit nombre des assaillants, revinrent alors en force et obligèrent les hussards français à se replier sur deux bataillons de la 27e demi-brigade d'infanterie légère, qui venaient de prendre position en retrait. Après avoir rallié sa troupe, Juniac lança une deuxième charge qui s'empara de la tête du pont et fit mettre bas les armes à une compagnie de Croates. Dans l'action, il tua deux hussards de Wurmser, mais, grièvement blessé au bras droit par un coup de biscaïen, il dut quitter momentanément l'armée.
En 1800, il était à l'armée de réserve et faisait partie de l'avant-garde du général Murat. Il se distingua successivement près de Milan le 1er mai et au pont de Plaisance où il enleva 17 postes ennemis. Un mois plus tard, le 14 juin, eut lieu la bataille de Marengo. En fin de journée, Bonaparte était sur le point de céder aux assauts autrichiens lorsque apparut sur le champ de bataille le général Desaix à la tête des renforts. Parmi eux, l'escadron du 1er hussards de Jacques de Juniac chargea plusieurs fois la cavalerie ennemie avec succès. Juniac se vit même adresser les compliments du général Desaix, mais ce dernier fut tué avant d'avoir pu le recommander au Premier Consul comme il en avait l'intention. De 1800 à 1805, Juniac fut employé à l'armée des Grisons puis à celle des côtes de Bretagne. Entre-temps, Napoléon le comprit dans la promotion des récipiendaires de la Légion d'honneur le 18 décembre 1803.

### Guerres napoléoniennes
« La figure du colonel de Juniac restera comme le type du parfait officier de hussards. »

— Édouard Ogier d'Ivry, Historique du 1er régiment de hussards, 1901.

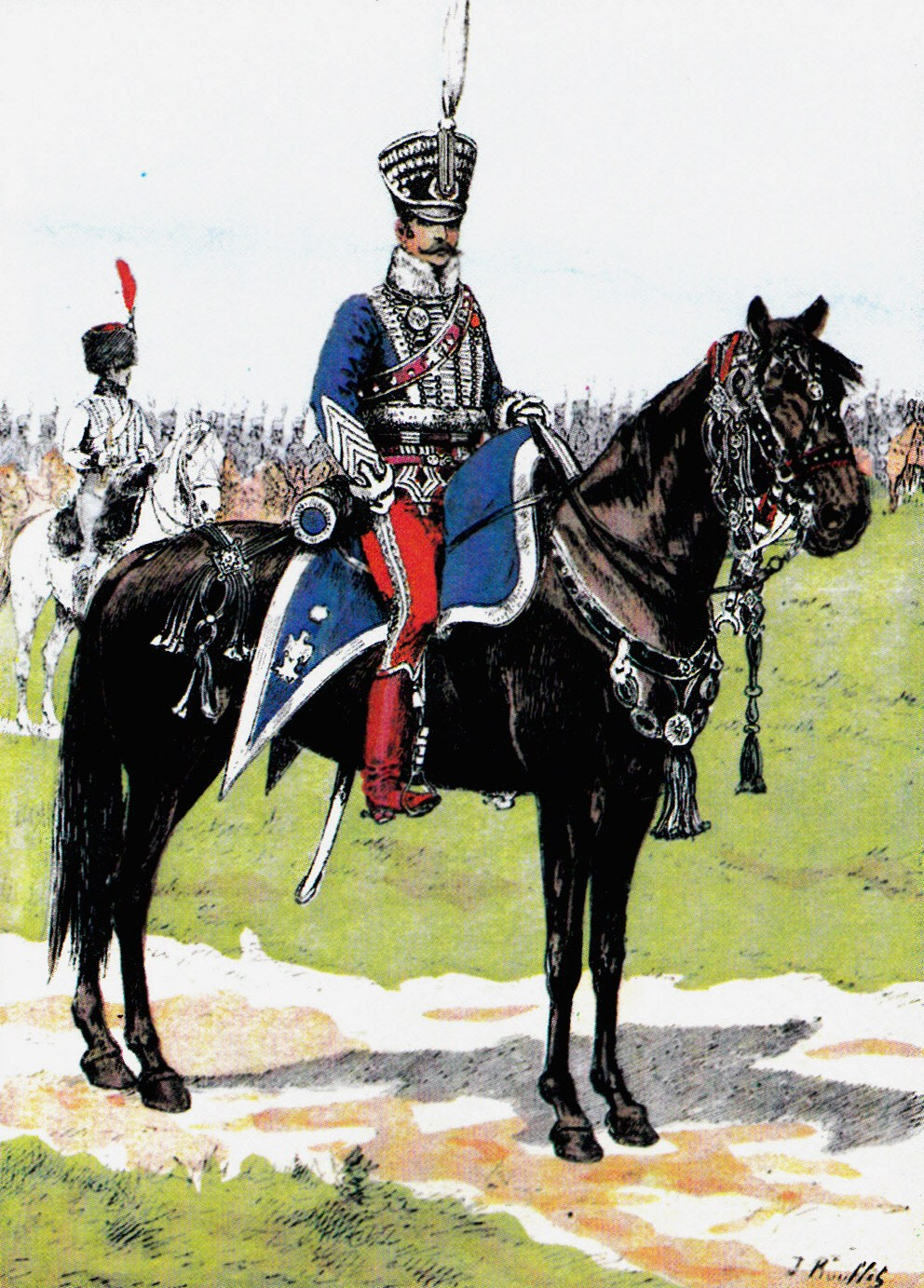
Colonel du 1er régiment de hussards vers 1810, par Jules Rouffet.

Juniac fit les campagnes d'Autriche et de Prusse de 1805 à 1806. Sa participation à la bataille d'Iéna n'est pas certaine : Henriet et Mullié écrivent tous deux qu'il y mena la charge de son régiment et tua de sa main un colonel prussien, contribuant au succès de la journée,, mais le commandant Bucquoy, dans son ouvrage sur la cavalerie légère, indique que le 1er hussards n'était pas présent sur le champ de bataille. Le 28 octobre 1806, Juniac fut nommé colonel du 1er régiment de hussards. L'armée prussienne était alors en pleine déliquescence, mais Napoléon devait encore écraser les Russes arrivés à la rescousse de leurs alliés. Le 1er hussards de Juniac, qui avait participé à la « poursuite infernale » des Prussiens et venait d'être affecté à la division de cavalerie du général Lasalle, fut de nouveau engagé à fond dans la campagne qui s'annonçait.
Le 26 décembre 1806, à la bataille de Golymin, son régiment soutint les attaques réitérées de la cavalerie russe et prit un étendard, ce qui lui valut la croix d'officier de la Légion d'honneur. Dans la neige d'Eylau, le 8 février 1807, l'ex-Berchény chargea trois fois de suite contre les grenadiers russes : 8 officiers et 55 hussards furent mis hors de combat, et Juniac fut une nouvelle fois blessé. L'année suivante, en septembre 1808, il fut désigné par l'Empereur pour assister à l'entrevue d'Erfurt. Les honneurs n'étaient pas en reste : baron de l'Empire le 19 mars 1808 — Jean Tulard donne le 19 janvier 1812 — et chevalier de l'ordre de la Couronne de fer le 8 octobre de la même année, il reçut du roi de Bavière la croix de l'ordre militaire de Maximilien-Joseph de Bavière.
Le « beau colonel » de l'Empereur servit ensuite avec distinction aux armées d'Espagne et de Portugal de 1809 à 1810. Son régiment, qui faisait partie de la division de cavalerie Franceschi-Delonne, s'illustra aux batailles de Braga et de Porto. Vétéran de dix-huit campagnes, quatorze fois blessé, sa santé se dégrada alors fortement. L'Empereur le nomma commandant d'armes le 20 août 1810, et l'admit à la retraite le 21 novembre de la même année. Maréchal de camp honoraire sous la Première Restauration, sa carrière au service de Napoléon connut un bref sursaut pendant les Cent-Jours, en tant que chef de la 21e légion de gendarmerie.

### Retraite

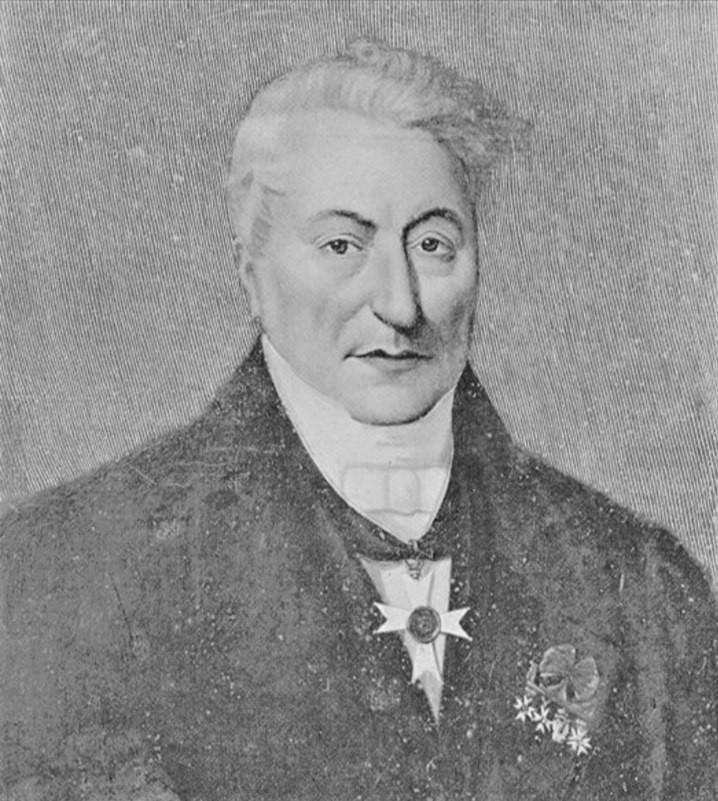
Le baron de Juniac dans sa retraite. Sur ce portrait sont arborées ses décorations, en particulier la croix de l'ordre de Maximilien-Joseph de Bavière (en sautoir).

Ce fut sous le Consulat que Juniac, encore simple chef d'escadron, fit la connaissance à Strasbourg du vieux général Louis-Adrien Brice de Montigny. Il devint bientôt un ami de sa famille et épousa Alexandrine de Montigny, la fille du général. Lorsque ce dernier mourut en mai 1811, le couple aménagea à Château-Thierry dans la maison des Chesneaux. Achetée par le baron de Montigny en 1794, cette propriété à l'« apparence bourgeoise », donnant vue sur la vallée de la Marne et installée en plein pays viticole, devint le rendez-vous habituel de la bonne société castrothéodoricienne. Des fêtes, des bals, des mariages y étaient célébrés, agrémentés par la présence des trois filles du colonel de Juniac qui contribuèrent à asseoir la popularité de la famille dans les cercles mondains. Frédéric Henriet écrit :

« Les Chesneaux donnaient le ton, l'élan à la Ville. On y jouissait de cette liberté que la bonne éducation maintient toujours dans les limites de la bienséance. »

Le rythme soutenu des réceptions avait un coût : en 1816, le colonel de Juniac se démit de sa charge de maire de la commune d'Épieds, non loin de Château-Thierry, et fut contraint de céder sa ferme de Trugny ainsi que les 68 hectares de terres qui lui étaient attachés. En dépit de quelques difficultés financières, la famille de Juniac continua à mener grand train. À la mort de Mme de Juniac, en août 1829, son mari n'eut toutefois plus le choix et dut vendre le domaine des Chesneaux. Il se retira ensuite à Versailles où il mena une vie discrète jusqu'à sa mort, le 5 avril 1841, à l'âge de 78 ans.

### Descendance
La descendance masculine de Jacques Begoügne de Juniac s'est éteinte à la fin du XIXe siècle (1881). Il appartient à la même famille que Gontran Begoügne de Juniac et Alexandre Begoügne de Juniac mais il n'est pas leur ancêtre.
Il avait laissé deux fils dont le plus jeune prénommé Eugène fut tué en Afrique en 1841, et l'aîné, Jacques, baron Begoügne de Juniac, né en 1811, fut général de division, commandeur de la Légion d'honneur, mort sans postérité.

## Titres, décorations, rentes
Le colonel de Juniac fut élevé au rang de baron de l'Empire le 19 mars 1808, ou le 19 janvier 1812 d'après Jean Tulard. Fait chevalier de la Légion d'honneur le 18 décembre 1803, il passa officier dans l'ordre à la fin de l'année 1806 pour s'être distingué à la bataille de Golymin. Vinrent ensuite la croix de chevalier de l'ordre de la Couronne de fer et celle de l'ordre militaire de Maximilien-Joseph de Bavière. En 1814, sous la Première Restauration, le roi Louis XVIII lui accorda en outre la croix de chevalier de Saint-Louis.
Le colonel de Juniac était également bénéficiaire d'une rente de 10 000 francs sur les terres du royaume de Westphalie. « Peut-être fût-ce à titre de compensation » écrit Henriet, Juniac ayant plusieurs fois refusé le grade de général de brigade offert par l'Empereur pour rester à la tête du 1er hussards.

## Armoiries
| Figure | Blasonnement |
|        | Armes du baron de Juniac et de l'Empire (décret du 19 mars 1808, lettres patentes de 10 février 1809 (Paris) Écartelé au premier et quatrième d'azur à la tour crénelée d'or surmontée d'une cigogne d'argent, au deuxième des barons tirés de l'armée, au troisième de gueules aux trois trèfles d'argent deux et un. Livrées : les couleurs de l'écu. |

## Pour approfondir